# Ronald Zubar
Ronald Zubar (* 20. September 1985 in Les Abymes, Guadeloupe) ist ein ehemaliger französischer Fußballspieler.

## Karriere

### Verein
Zubar, der als Jugendlicher noch im Sturm gespielt hatte, begann 2002 seine Profikarriere als 17-Jähriger bei SM Caen in der Ligue 2. In seiner ersten Spielzeit brachte er es nur auf sieben Einsätze, konnte sich aber bereits im folgenden Jahr in die Stammelf spielen. In der Saison 2003/04 stieg er mit Caen in die höchste französische Spielklasse, die Ligue 1, auf. Doch schon ein Jahr später stieg der Klub wieder ab. Allerdings erreichte die Mannschaft das Finale des Coupe de la Ligue. Mit 1:2 wurde dieses Endspiel gegen Racing Straßburg verloren. Zubar blieb noch eine weitere Spielzeit, ehe er im Sommer 2006 zu Olympique Marseille wechselte. Zuvor wurde er in die Mannschaft der besten Spieler der Saison 2005/06 in der Ligue 2 gewählt. Bei seinem neuen Arbeitgeber konnte er schnell Fuß fassen und bestritt in seinem ersten Jahr 34 Ligaspiele für die Südfranzosen. Mit Zubar in der Innenverteidigung konnte der Verein das Finale des Französischen Pokals erreichen sowie die Saison als Vize-Meister abschließen. Zur Saison 2009/10 wechselte er nach England zu den Wolverhampton Wanderers. Im Januar 2013 kehrte er in seine französische Heimat zum AC Ajaccio zurück, mit dem er zum Saisonende den Klassenerhalt in der Ligue 1 feiern konnte. Dort spielte er insgesamt zweieinhalb Jahre und ging dann in die USA zu den New York Red Bulls. In seinem ersten Jahr gewann er das MLS Supporters’ Shield. 2017 kehrte er nach Frankreich zurück und beendete kurze Zeit später ohne weitere Einsätze bei Zweitligist Red Star Paris seine aktive Laufbahn.

### Nationalmannschaften
Zubar war Nationalspieler verschiedener Nachwuchsnationalmannschaften Frankreichs. Mit der U-17 erreichte er 2002 das Finale der Europameisterschaft, wo man sich mit 2:4 im Elfmeterschießen dem Team der Schweiz beugen musste. 2014 spielte Zubar dann zweimal für die Fußballnationalmannschaft von Guadeloupe, die zwar Mitglied der CONCACAF, aber nicht der FIFA ist.

## Erfolge
- MLS Supporters’ Shield: 2015

## Privates
Sein jüngerer Bruder Stéphane (* 1986) ist ebenfalls Fußballprofi und steht momentan beim Sporting Club Baie-Mahault auf Guadeloupe unter Vertrag.